# HD 150573
HD 150573，又名CD-4010649，SAO 227118、HR 6206，是一颗恒星，视星等为6.2，位于銀經342.75，銀緯3.13，其B1900.0坐标为赤經16h 36m 49.2s，赤緯-40° 3.13′ 43″。